# Peter Fan Wenxing
Peter Fan Wenxing (chiń. 范文興; ur. 27 stycznia 1921, zm. 28 lutego 2006), chiński duchowny katolicki, biskup.
Pochodził z wioski Zhujiahe w powiecie Jing (prowincja Hebei), gdzie istniały duże tradycje katolickie; pięć osób z Zhujiahe znalazło się w gronie męczenników chińskich, kanonizowanych w 2000 przez Jana Pawła II. Fan Wenxing uczęszczał do niższego seminarium duchownego od 1935, potem studiował m.in. w seminarium w Pekinie. Święcenia kapłańskie przyjął w 1948. Uzyskał również wykształcenie medyczne i niezależnie od działalności duszpasterskiej pracował jako lekarz. Po wygnaniu z Chin zagranicznych misjonarzy w 1950 został administratorem diecezji Hengshui (prowincja Hebei). W czasie rewolucji kulturalnej został odsunięty od pracy duszpasterskiej i skazany na przymusową pracę na wsi.
Po 1976 został biskupem diecezji Hengshui, uznawanym zarówno przez władze państwowe (Patriotyczne Stowarzyszenie Katolików Chińskich), jak i Watykan. W ostatnich latach życia ze względu na ciężką chorobę został zastąpiony przez biskupa Petera Feng Xinmao.